# Arapuã
Arapuã ist ein brasilianisches Munizip in der Mitte des Bundesstaats Paraná. Es hat 3527 Einwohner (2022), die sich Arapuenser nennen. Seine Fläche beträgt 217 km². Es liegt 713 Meter über dem Meeresspiegel.

## Etymologie
Der Begriff stammt aus dem Tupi und bezeichnet eine bestimmte Art von Bienen.

## Geschichte

### Besiedlung
Die Keimzelle der Besiedlung der heutigen Gemeinde Arapuã war in den 1940er und 1950er Jahren Ivaiporã.

### Erhebung zum Munizip
Arapuã wurde durch das Staatsgesetz Nr. 11219 vom 8. Dezember 1995 aus Ivaiporã ausgegliedert und in den Rang eines Munizips erhoben. Es wurde am 1. Januar 1997 als Munizip installiert.

## Geografie

### Fläche und Lage
Arapuã liegt auf dem Terceiro Planalto Paranaense (der Dritten oder Guarapuava-Hochebene von Paraná). Seine Fläche beträgt 217 km². Es liegt auf einer Höhe von 713 Metern.

### Geologie und Böden
Die Böden bestehen aus fruchtbarer Terra-Roxa.

### Vegetation
Das Biom von Arapuã ist Mata Atlântica.

### Klima
Das Klima ist gemäßigt warm. Es werden hohe Niederschlagsmengen verzeichnet (1559 mm pro Jahr). Die Klimaklassifikation nach Köppen und Geiger lautet Cfa. Im Jahresdurchschnitt liegt die Temperatur bei 20,3 °C.

### Gewässer
Arapuã liegt im Einzugsgebiet des Ivaí. Dessen linker Nebenfluss Rio Corumbataí bildet die westliche Grenze des Munizips. Der Rio da Bulha begrenzt das Munizip im Osten.

### Straßen
Arapuã ist über eine Munizipalstraße an die PRC-466 von Pitanga nach Ivaiporã angebunden.

### Nachbarmunizipien
|            | Jardim Alegre                               | Ivaiporã     |
|            | Kompassrose, die auf Nachbargemeinden zeigt |              |
| Nova Tebas |                                             | Manoel Ribas |

## Stadtverwaltung
Bürgermeister: Deodato Matias, MDB (2021–2024)
Vizebürgermeisterin: Carla Janaina Salvador Presa, MDB (2021–2024)

## Demografie

### Bevölkerungsentwicklung
| Jahr | Einwohner | Stadt | Land |
| ---- | --------- | ----- | ---- |
| 2000 | 4.172     | 29 %  | 71 % |
| 2010 | 3.561     | 37 %  | 63 % |
| 2022 | 3.527     |       |      |

Quelle: IBGE, bis 2010: Volkszählungen und Volkszählung 2022

### Ethnische Zusammensetzung
| Gruppe * | 2000    | 2010    | wer sich als …                                                                   |
| --- | ------- | ------- | -------------------------------------------------------------------------------- |
| Weiße | 65,7 %  | 65,4 %  | weiß bezeichnet                                                                  |
| Schwarze | 1,4 %   | 2,3 %   | schwarz bezeichnet                                                               |
| Gelbe | 0,9 %   | 0,6 %   | von fernöstlicher Herkunft wie japanisch, chinesisch, koreanisch etc. bezeichnet |
| Braune | 31,8 %  | 31,7 %  | braun oder als Mischung aus mehreren Gruppen bezeichnet                          |
| Indigene | 0,1 %   | 0,0 %   | Ureinwohner oder Indio bezeichnet                                                |
| ohne Angabe | 0,1 %   | 0,0 %   |                                                                                  |
| Gesamt | 100,0 % | 100,0 % |                                                                                  |
| *) Das IBGE verwendet für Volkszählungen ausschließlich diese fünf Gruppen. Es verzichtet bewusst auf Erläuterungen. Die Zugehörigkeit wird vom Einwohner selbst festgelegt. |         |         |                                                                                  |

Quelle: IBGE (Stand: 1991, 2000 und 2010)